# 石橋町
石橋町（いしばしまち）は、栃木県の中央南部に位置し、下都賀郡に属していた町である。宇都宮市の南約13km地点に位置していた。
宇都宮市への通勤率は19.2%（平成17年国勢調査）。日光街道の宿場町であった。
2006年（平成18年）1月10日、市町村合併により下野市の一部となった。

## 地理
町の南北を姿川が流れる。

## 歴史
江戸時代、日光街道の宿場町として栄えた。石橋宿は代官山内氏の支配所だった。明治時代、廃藩置県により日光県〜栃木県となり、仮の県庁が置かれたこともある。明治期以降、周辺農村の中心地として栄えた。
近年は、消防署や警察署等が設置され、広域行政の中心地としての役割も担っていた。

### 沿革
- 1889年4月1日 - 旧石橋宿や周囲の村の合併により姿村（すがたむら）が成立。
- 1891年9月15日 - 姿村から旧石橋宿地域などが分離し、石橋町成立。
- 1947年9月5日 - 昭和天皇の戦後巡幸。石橋小学校校庭に設営した会場で干瓢の製造工程などを視察[2]。
- 1954年11月3日 - 姿村と石橋町が合併し、新しい石橋町となる。
- 1991年1月1日 - 下都賀郡国分寺町と境界変更。
- 2006年1月10日 - 国分寺町、河内郡南河内町と合併し、下野市が発足。

## 行政

### 町長
- 小林正一郎	　1954年12月～1966年12月
- 若松元一	　　1966年12月～1973年12月
- 高野忠雄	　　1973年12月～1977年12月
- 若松元一	　　1977年12月～1994年10月
- 柏崎保	　　　1994年11月～1998年11月
- 新井活也	　　1998年11月～2006年1月

## 経済

### 産業
農業
農産物はかんぴょうが有名。北部と南部には工業団地があり、丸大ハム・第一化成等の工場が点在する。『大日本篤農家名鑑』によれば、石橋町の篤農家は「伊澤彌作、伊澤新右衛門、小平重吉、黒川庫太郎、野尻甚作、高橋徳三郎」などがいた。

## 地域

### 教育
- 栃木県立石橋高等学校
- 石橋町立石橋中学校
- 石橋町立石橋小学校
- 石橋町立石橋北小学校
- 石橋町立古山小学校
- 石橋町立細谷小学校
- 石橋町立図書館

### 施設
宗教
- 愛宕神社[1]
- 雷電神社[1]
- 孝謙天皇神社[1]
- 星宮神社[1]

## 交通

### 鉄道路線

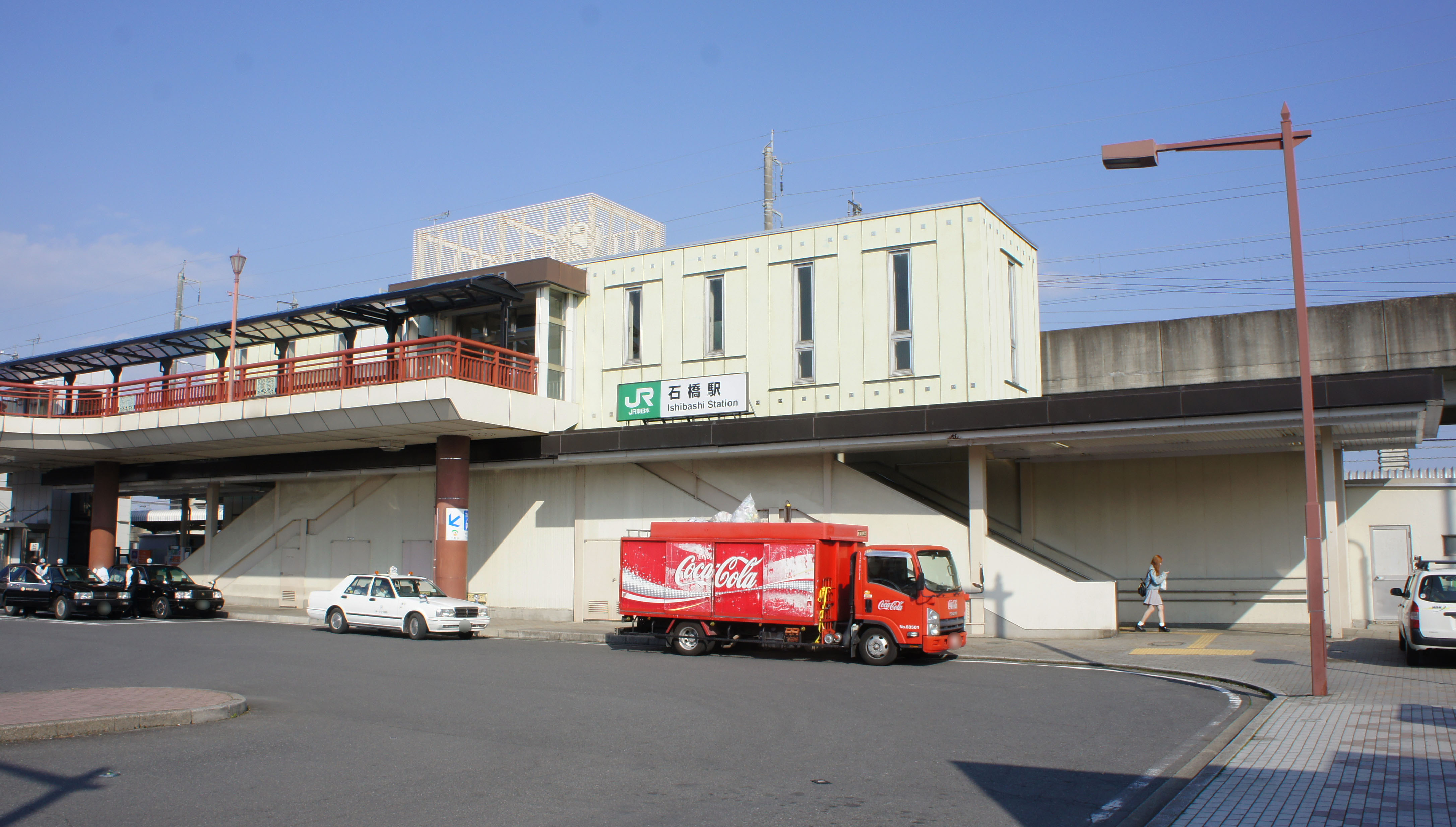
石橋駅

- 東日本旅客鉄道（JR東日本）
  - 宇都宮線（東北本線）：石橋駅

### 道路
- 高速道路
  - 北関東自動車道壬生ICより東に約10分・もしくは宇都宮上三川ICより南西に約15分
- 一般国道
  - 国道4号と国道352号が交差する交通の要衝となっている。
- 県道（主要地方道）
  - 栃木県道65号鹿沼石橋線
  - 栃木県道71号羽生田上蒲生線

### バス
- 関東自動車
  - JR宇都宮駅 - 台新田 - 雀宮 - 陸上自衛隊 - 石橋駅
  - 石橋駅 - 上三川車庫 - 真岡車庫
- 町内福祉巡回バスきらら号が運行されている。

## 名所・旧跡・観光スポット・祭事・催事
- グリム童話をイメージしたグリムの森がある。
- 観光あやめ園も近隣では有名である。
- 開雲寺
- 華蔵寺（下野大師）
- 児山城

## 出身・ゆかりのある人物
- 小平重吉（肥料商、石橋町長、栃木県知事、衆議院議員）[4]